# Anathallis papuligera
Anathallis papuligera är en orkidéart som först beskrevs av Rudolf Schlechter, och fick sitt nu gällande namn av Alec M. Pridgeon och Mark W. Chase. Anathallis papuligera ingår i släktet Anathallis och familjen orkidéer.
Artens utbredningsområde är Bolivia. Inga underarter finns listade i Catalogue of Life.